# Victoriastadion
Victoriastadion är en inomhussportanläggning på Möllevången i norra Lund. Hallen ägs av Lunds Kommun. LUGI Motion driver idrottshall och gym medan Allmänna Tennisklubben driver rackethall.
I hallen har LUGI Motion, Allmänna Tennisklubben Lund (ATL), LUGI Fäktning, LUGI Badminton och Lunds Squash verksamhet.